# Mytheon
Mytheon — компьютерная игра в жанре MMORPG, разрабатываемая компанией Petroglyph Games,  которая монетизировалась по модели free 2 play. Игра сочетала жанры action, RPG и элементы стратегических игр. Игроки продвигались по подземельям в сеттинге древнегреческой мифологии, используя колоду коллекционируемых заклинаний, называемых камнями силы.
Игра вышла 3 марта 2011 года. Спустя 6 месяцев после начала функционирования игровых серверов, UTV True Games объявила об их закрытии 27 июля 2011 года.
В 2016 году Petroglyph Games самостоятельно перезапустила игру в Steam.